# Bernardo Henrique de Nunes Couto
Bernardo Henrique de Nunes Couto (São Luís, Maranhão, 19 de janeiro de 1918 – 30 de novembro de 1997) foi um médico brasileiro.
Graduado pela Faculdade de Medicina da Praia Vermelha em 1941. Foi eleito membro da Academia Nacional de Medicina em 1959, sucedendo Odilon Vieira Gallotti na Cadeira 58, que tem Aloísio de Castro como patrono.